# Jedlnia

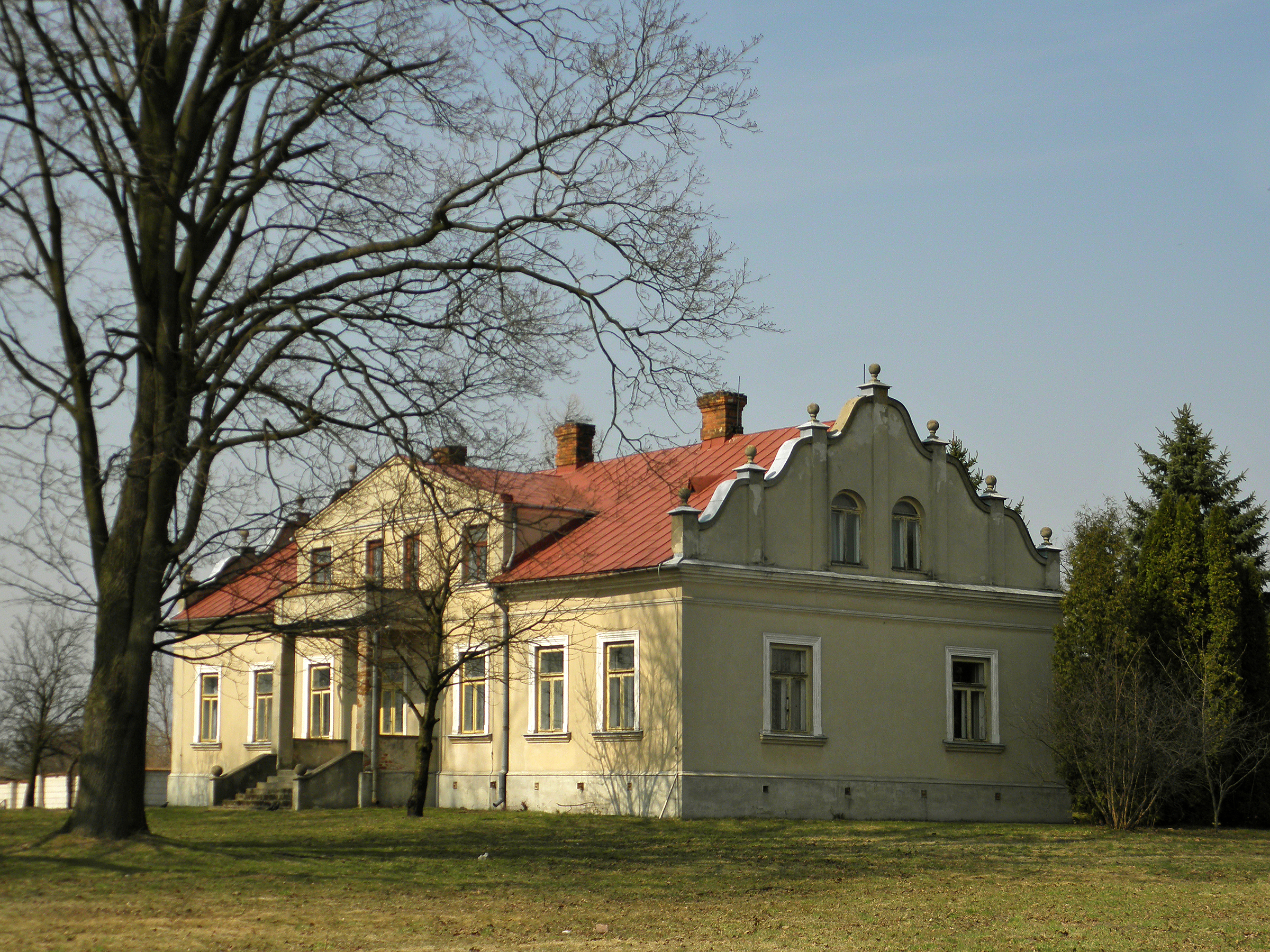
Zabytkowa plebania

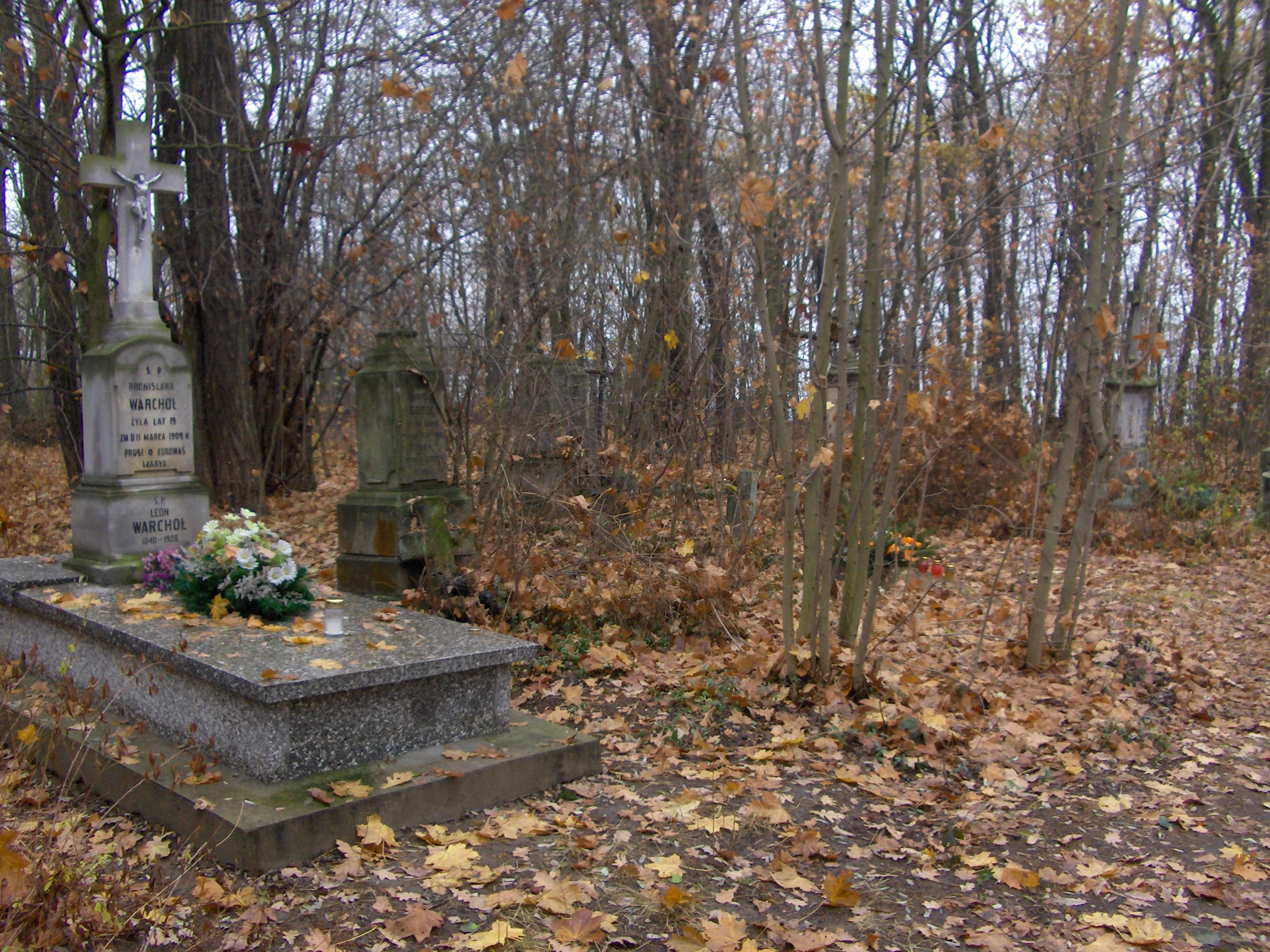
Stary cmentarz w Jedlni

Jedlnia (dawniej też Jedlna) – wieś w Polsce położona w województwie mazowieckim, w powiecie radomskim, w gminie Pionki. Ma status sołectwa.
| SIMC    | Nazwa     | Rodzaj    |
| ------- | --------- | --------- |
| 0630882 | Podsiczki | część wsi |

Jedlnia położona jest przy drodze wojewódzkiej nr 737, wiodącej z Radomia do Kozienic. Miejscowość ta usytuowana jest w centrum dużej polany (ok. 7 km²) obejmującej miejscowości: Adolfin, Brzeziny, Huta, Jaroszki, Jaśce, Karpówka, Kieszek, Kolonka, Poświętne, Stoki, Zadobrze, Żdżary i kilka innych mniejszych osad w obrębie Puszczy Kozienickiej.
Działa tu Stowarzyszenie Jedlnia, zrzeszające miłośników i entuzjastów tej ziemi.
Wieś jest siedzibą rzymskokatolickiej parafii św. Mikołaja i św. Małgorzaty.

## Historia
W czasie I Rzeczypospolitej Jedlnia leżała na terenie województwa sandomierskiego. Od około 1387 król Władysław II Jagiełło miał tu swój drewniany dwór łowiecki oraz folwark, w których bywał zimą prawie co roku. Król ufundował również pierwszy drewniany kościół w Jedlni. W 1387 nadał przywilej mieszkańcom wsi zwalniający ich po wsze czasy od danin, poborów, podwód i opłat z wyjątkiem czynszów, w zamian nakładając obowiązek uczestniczenia w darmowej pomocy w polowaniach królewskich. W 1413 na zjeździe w Jedlni Jadwiga, córka Władysława Jagiełły, została ogłoszona oficjalnie dziedziczką tronu polskiego ze względu na brak męskiego (w tym czasie) potomstwa jej ojca. W Jedlni został ułożony 4 marca 1430 przywilej jedlneńsko-krakowski a ogłoszony w Krakowie 9 stycznia 1433. Jedlnia była także jednym z najważniejszych ośrodków bartnictwa w Polsce. To tu zrodził się zwyczajowy kodeks nazwany Prawem Obelnym, sięgający swymi korzeniami może i XII wieku. Od 1710 Jedlnia i jej okolice należała do dóbr stołowych królewskich.
W latach 1810–1815 Jedlnia położona była administracyjnie w departamencie radomskim Księstwa Warszawskiego, w latach 1816–1837 w obwodzie radomskim województwa sandomierskiego, w latach 1837–1844 w guberni sandomierskiej a w latach 1845–1915 na terenie guberni radomskiej Królestwa Kongresowego. W 1839 Jedlnia została odłączona od ekonomii kozienickiej i darowana generałowi Bezak. W 1859 dobra jedlneńskie zostały oddzielone od dóbr rządowych Kozienice. Podczas powstania styczniowego 23 stycznia 1863 140-osobowy oddział pod dowództwem Narcyza Figiettiego rozbił kompanię saperów rosyjskich. Wieś Jedlnia jako jedyna posiadała własną organizację powstańczą. 
W latach 1919–1939 miejscowość administracyjnie należała do gminy Jedlnia, w powiecie kozienickim, w województwie kieleckim. W czasie okupacji była pod niemiecką administracją Generalnego Gubernatorstwa. W budynku miejscowej szkoły stacjonowało wojsko niemieckie. W latach 1945–1954 siedziba gminy Jedlnia. W latach 1945–1975 miejscowość administracyjnie należała do województwa kieleckiego, a następnie w latach 1975–1998 do województwa radomskiego.

## Stary cmentarz
W jednym z jedlneńskich zagajników znajduje się stary cmentarz, na którym chowano mieszkańców okolicy do I połowy lat 50. XX wieku. Spoczęli tu m.in. ks. proboszcz Józef Gacki (1803–1876) oraz powstaniec styczniowy Piotr Mróz (1845–1920).

## Kościół
Obecnie nad miejscowością góruje kościół z lat 1790–1792, przebudowany wg projektu warszawskiego architekta Stefana Szyllera w 1901. Obok znajduje się, pochodząca z lat 1902–1903, zabytkowa plebania.

## Szkoła podstawowa
W lutym 1817 w Jedlni powołano szkołę elementarną, którą ukończyli m.in. gen. Józef Kuropieska (do szkoły uczęszczał w latach 1911–1918), o. Korneliusz Jemioł (1921–1928) oraz Stanisław Siczek (1921–1932, w tym 4 lata przerwy).

## Urodzeni w Jedlni
- Józef Kuropieska – generał broni Wojska Polskiego, poseł na Sejm PRL II i III kadencji z ramienia PZPR.